# Die einzig wahre Liebe
Die einzig wahre Liebe ist ein Filmdrama von Lorraine Senna, das 2000 produziert wurde.

## Handlung
Dana Boyer hat einen Autounfall, ihr Wagen fängt Feuer. Der Feuerwehrmann Mike Grant rettet sie. Beide sind voneinander beeindruckt, aber sie versäumen, Namen und Adressen auszutauschen. Sie haben auch feste Beziehungen, Grant soll bald heiraten.
Mike geht ins Krankenhaus, in das Dana gebracht wurde, aber sie hält sich dort nicht mehr auf. Sie sucht jedoch ebenfalls den unbekannten Feuerwehrmann. Beiden hilft zufällig dasselbe 10-jährige Kind, Corey. Corey merkt, dass sie sich gegenseitig suchen.

## Kritiken
- TV Times (auf Skymovies.com): Kein Hit, aber auf eine verträgliche Art genügend unterhaltsam. Farrell und Hasselhoff brächten in den Film Charme und Glaubwürdigkeit.[2]

## Auszeichnungen
Cameron Finley wurde 2001 für den Young Artist Award nominiert.